# 380.000 Volt – Der große Stromausfall
380.000 Volt – Der große Stromausfall ist ein deutscher Fernsehfilm aus dem Jahr 2010 nach dem Drehbuch von Christoph Darnstädt. Regie führte Sebastian Vigg.

## Handlung
An einem Wochenende im winterlichen Berlin ist Anja Radtke, eine leitende Ingenieurin des Energieversorgers, gerade zur Spätschicht erschienen, als Unruhe entsteht. Es gab schon tagsüber Schwankungen beim Stromverbrauch. Radtke entscheidet sich, einen Teil der Last von Alpha auf die Leitung Delta umzulegen, die laut einem Vermerk ihres Kollegen Werner Beetz nur mit 10 % belastet ist. Sie bittet Fabeck vom Wartungsteam, die Technik im Umspannwerk zu überprüfen. Kurz darauf wird Beetz bei einem Verkehrsunfall schwer verletzt und Fabeck verbrennt, als er einen Defekt entdeckt, vor den Augen seines Kollegen Volanski. Durch den Defekt entsteht ein großer Stromausfall.
Die Leistung auf Alpha zurückzulegen, erscheint Radtke aus technischen Gründen unmöglich. Die Ingenieurin, die Beetz nicht erreichen kann, wird von ihren Kollegen Sokuhr und Dorleben kritisiert, nur Thomas Reinders aus dem Vorstand unterstützt sie vorerst noch. Kurz darauf telefoniert sie mit Volanski, der die Technik repariert hat. Daraufhin veranlasst sie die Umstellung auf Leitung Alpha, doch die Stromlast ist größer als gedacht und es kommt zu einem noch größeren Stromausfall in ganz Berlin.
Radtke muss jetzt nicht nur die Energieversorgung wiederherstellen, sondern sorgt sich auch um ihre 16-jährige Tochter Nelly, die sie mit ihrem älteren Freund auf einer Party wähnt. Doch Nelly war schon auf dem Heimweg und irrt jetzt durch die Stadt. In ganz Berlin kommt es nach dem Stromausfall zu Plünderungen, Gewalttaten und Unfällen. Volanski weist auf einen Umspanner aus Vorkriegszeiten in Tempelhof hin und sagt, dass er nur mit der gründlich arbeitenden Radtke arbeiten will. Reinders spricht währenddessen mit dem Arzt, der Beetz operiert, und setzt ihn unter Druck. Am Rande einer Krisensitzung stellt sich heraus, dass das Übergabeprotokoll verschwunden ist. Radtke telefoniert wieder mit Volanski und erzählt ihm davon, woraufhin dieser böse Machenschaften vermutet. Die Polizei erklärt Berlin zum Katastrophengebiet.
Reinders spricht Radtke sein Vertrauen aus, hat aber heimlich Verbindungen zur Politik. Als die Ingenieurin zusammen mit Dorleben alte Pläne von Tempelhof betrachtet, taucht plötzlich das vermisste Protokoll wieder auf, allerdings ohne Beetz' Vermerk. Zur gleichen Zeit begibt sich Volanski zum Krankenhaus und hilft dort mit einer technischen Improvisation. Ein Mann namens Olli begibt sich mit seinem Vater in eine Gartenlaube, wo die beiden es sich dank Notstrom gemütlich machen und später Besuch von einem Mann bekommen, der zur Selbstverteidigung greift. Nelly entgeht in der Stadt knapp einer Vergewaltigung. Ihre Mutter wird vom wütenden Sokuhr vom Dienst suspendiert.
Bei einem Telefonat mit Volanski äußert der Techniker den Verdacht, dass Beetz den Fehler, der zum Stromausfall führt, vom Computer aus absichtlich ausgelöst hat. Radtke durchsucht daraufhin Beetz' Computer und findet Dokumente, die darauf hindeuten, dass Beetz mit der Aktion den Bau eines neuen Kraftwerks voranbringen wollte. Sie erklärt Reinders ihren Verdacht, während Volanski bereits in Tempelhof ist und gegenüber Dorleben bestätigt, dass er nur mit der Ingenieurin zusammenarbeitet. Doch dann findet Sokuhr heraus, dass Volanski bei seinem früheren Arbeitgeber wegen angeblicher Sabotage entlassen wurde.
Radtke vertraut dem Techniker allerdings und fährt zu ihm nach Tempelhof. Volanski hat zahlreiche Mängel der verwahrlosten Technik fotografiert und will damit ein Umdenken erreichen. Während sich Nelly und ihr Freund Tobias wieder am Ort der Party in Friedrichshain treffen, wo mittlerweile ein Feuer ausgebrochen ist, bringt Volanski den Umspanner in Ordnung, sodass das Netz wieder hochgefahren werden kann. Reinders behauptet in der Zentrale, dass Radtke den Bunker verlassen habe, aber sie ist mit Volanski noch unten und bekommt beim Hochfahren der Stromversorgung einen Schlag, woraufhin Volanski sie im letzten Moment rettet. Nachdem sie Beweise vom Computer gesichert hat, fährt sie mit Volanski zu Nelly und Tobias. Bei einer Pressekonferenz versucht Reinders den Verdacht auf den Techniker zu lenken und will gerade behaupten, dass Radtke gestorben sei, als sie ihn aus dem Publikum anruft. Reinders und Beetz werden als Schuldige für die Sabotage entlarvt. Radtke lenkt nun den Fokus auf die Verbesserung der vorhandenen Technik und kommt mit Volanski zusammen.

## Ausstrahlung
Die deutsche Erstausstrahlung auf Sat.1 erfolgte am 30. November 2010. Der Film erreichte eine Einschaltquote von durchschnittlich 3,30 Millionen Zuschauern und lag damit an dritter Stelle nach RTL und Das Erste.

## Hintergrund
Der Film wurde unter anderem in der Prenzlauer Allee in Berlin gedreht. Bei den Dreharbeiten wirkte u. a. die Freiwillige Feuerwehr von Malchow mit.

## Kritik
Der Film wird eher negativ beurteilt. In der Kritik stehen die zu vordergründig wirkenden Klischees und die zuweilen unrealistisch wirkende Handlung. Teils platte Dialoge und Ungenauigkeiten in der Darstellung technischer Sachverhalte werden bemängelt.

„[…] Würde Langeweile leuchten, könnte dieser Film ein kleines Kernkraftwerk einsparen. […] Mit viel Geld für Effekte und mit überzeugenden Schauspielern, mit einem stringenten Drehbuch und nur der Hälfte der Klischees hätte aus dem Thema womöglich ein brauchbarer Katastrophenfilm werden können. […]“

## Sonstige Veröffentlichungen
Am 2. Dezember 2010 erschien 380.000 Volt – Der große Stromausfall auf DVD.